# Leontodon pyrenaicus subsp. cantabricus
Leontodon pyrenaicus subsp. cantabricus é uma subespécie de planta com flor pertencente à família Asteraceae. 
A autoridade científica da subespécie é (Widder) Finch, tendo sido publicada em Bot. J. Linn. Soc. 71(4): 241. 1976 [1975 publ. 3 Mar 1976].

## Portugal
Trata-se de uma subespécie presente no território português, nomeadamente em Portugal Continental.
Em termos de naturalidade é endémica da Península Ibérica.

## Protecção
Não se encontra protegida por legislação portuguesa ou da Comunidade Europeia.